# 라이언스 (럭비)

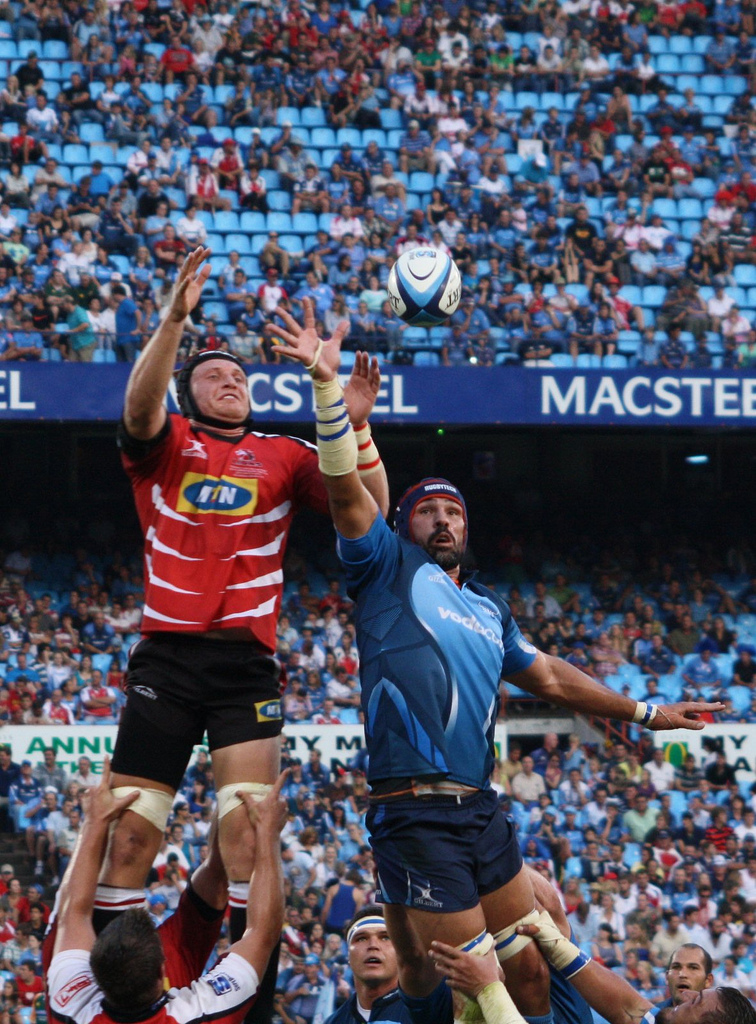

1998년부터 2006년까지 캣츠(Cats)로 활동했던 라이언스(Lions)는 1998년 트란스발 (럭비 유니온)을 대신하여 생긴 남아공의 수퍼 15 프로 럭비 유니온 팀이다. 요하네스버그를 연고지로 하며, 엘리스 파크 경기장을 홈구장으로 사용한다.

## 팀 명칭
- 골든 캣츠 (1998 ~ 2006)
- 골든 라이온스 (2006.8 ~ 현재)